# ماتيلدا بيترسن
ماتيلدا بيترسن (بالسويدية: Matilda Petersen)‏ هي لاعبة كرة الريشة سويدية، ولدت في 17 فبراير 1991.

## وصلات خارجية
- ماتيلدا بيترسن على موقع BWF.tournamentsoftware.com (الإنجليزية)
- ماتيلدا بيترسن على موقع BWFbadminton.com (الإنجليزية)